# Kvarteret Snäckan

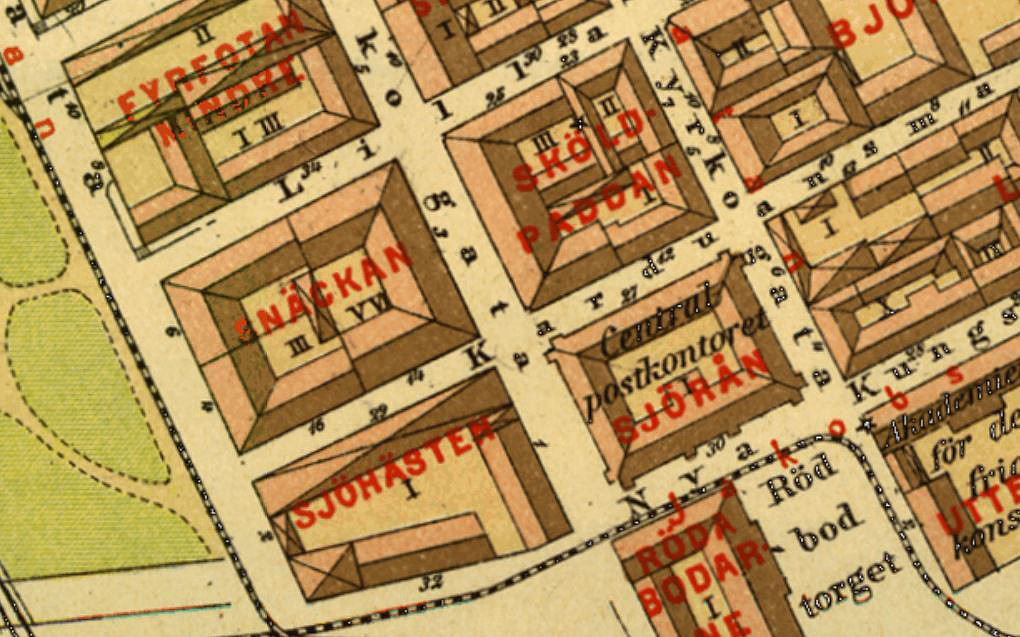
Kvarteren Snäckan, Sköldpaddan och Sjöhästen, 1885.

Kvarteret Snäckan ligger på Norrmalm i centrala Stockholm. Kvarteret omges av Vasagatan i väster, Tegelbacken i söder, Rödbodgatan i öster och Herkulesgatan i norr. Kvarteret består av två fastigheter: Snäckan 7 och Snäckan 8 som ägs av Stockholms stad och hyrs ut med tomträtt.

## Historik
Snäckan hör till en grupp kvarter med havsrelaterade namn, som Sköldpaddan, Sjöhästen och Sjörån. De finns redan redovisade 1733 på Petrus Tillaeus Stockholmskarta (Skiöldpaddan, Siöhästen, Siöråen och Sneckan). Vid den tiden sträckte sig Klara sjö ända fram till dem. Av dessa kvarter finns bara Snäckan kvar, de övriga försvann i samband med Norrmalmsregleringen respektive uppgick delvis i Snäckan. Snäckan fick med tiden ett excellent läge vid Vasagatan mittemot Järnvägsparken och med omedelbar närhet till Stockholms centralstation. 
Dagens kvarter bildades 1974 genom en sammanslagning av Snäckan, en del av den öster därom belägna Sköldpaddan samt delar av Sjöhästen och Sjörån i söder. I kvarteret Sköldpaddan hade Dagens Nyheter och Expressen sina lokaler i de så kallade Klarakvarteren och i kvarteret Sjörån (sedermera benämnd "Pompe") låg Centralpostkontoret.
Ursprungligen bestod Snäckan av fyra fastigheter (3, 4, 5 och 6). Största byggnad i kvarteret var ett hus från 1880-talet som från och med 1912 inrymde Nya Banken. Banklokalerna, med en stor bankhall i bottenvåningen, byggdes 1912 efter ritningar av arkitekt Carl Malmström. I hörnhuset närmast DN hade TT sina lokaler och vid Klara västra kyrkogata / Herkulesgatan låg den anrika "tidningsrestaurangen" W6. Kvarterets byggnader revs 1965–1968 i samband med Norrmalmsregleringen. 

Historiska bilder
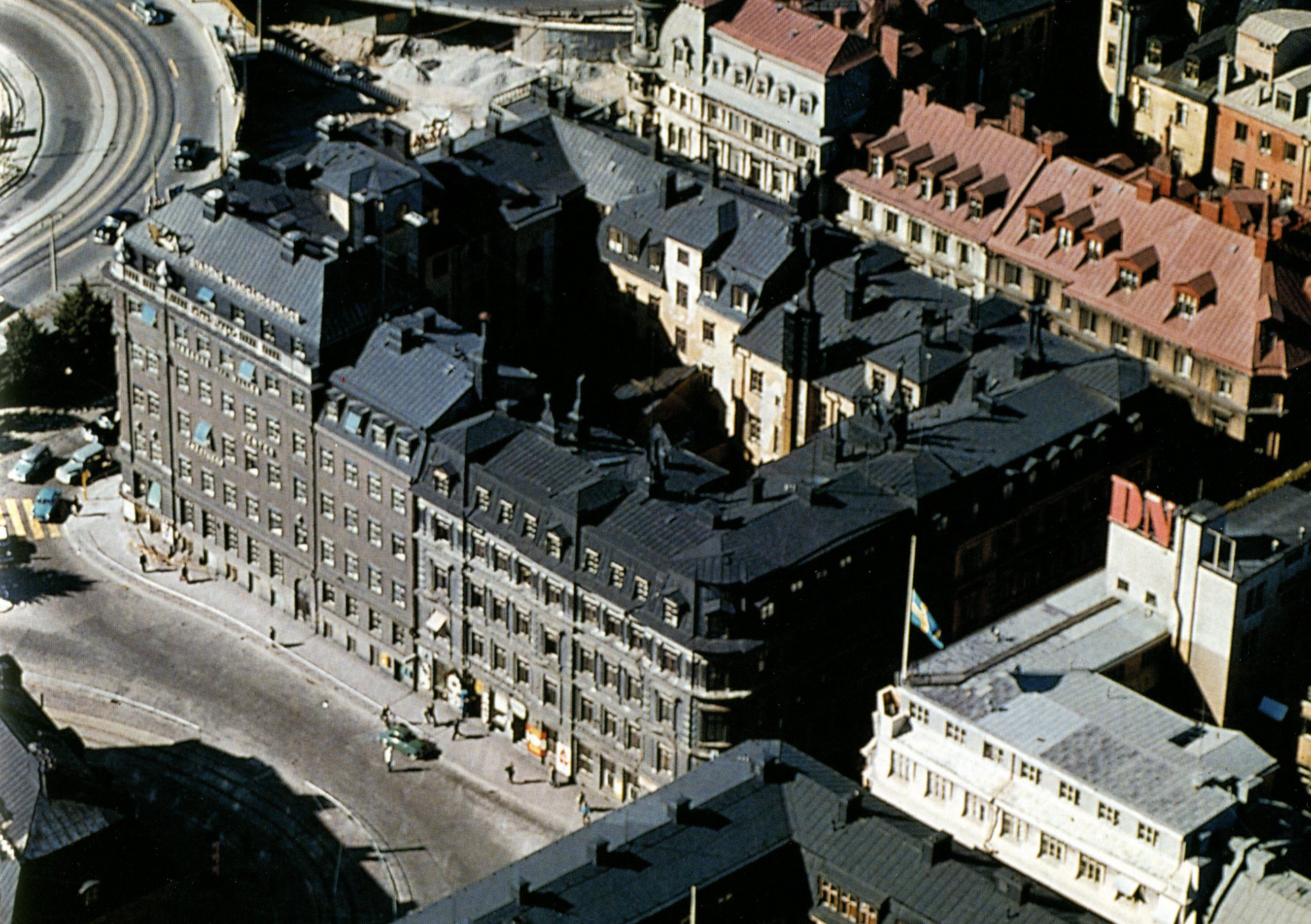
Hela kvarteret 1959. Längst till höger skymtar kv. Sköldpaddan med DN-loggan.
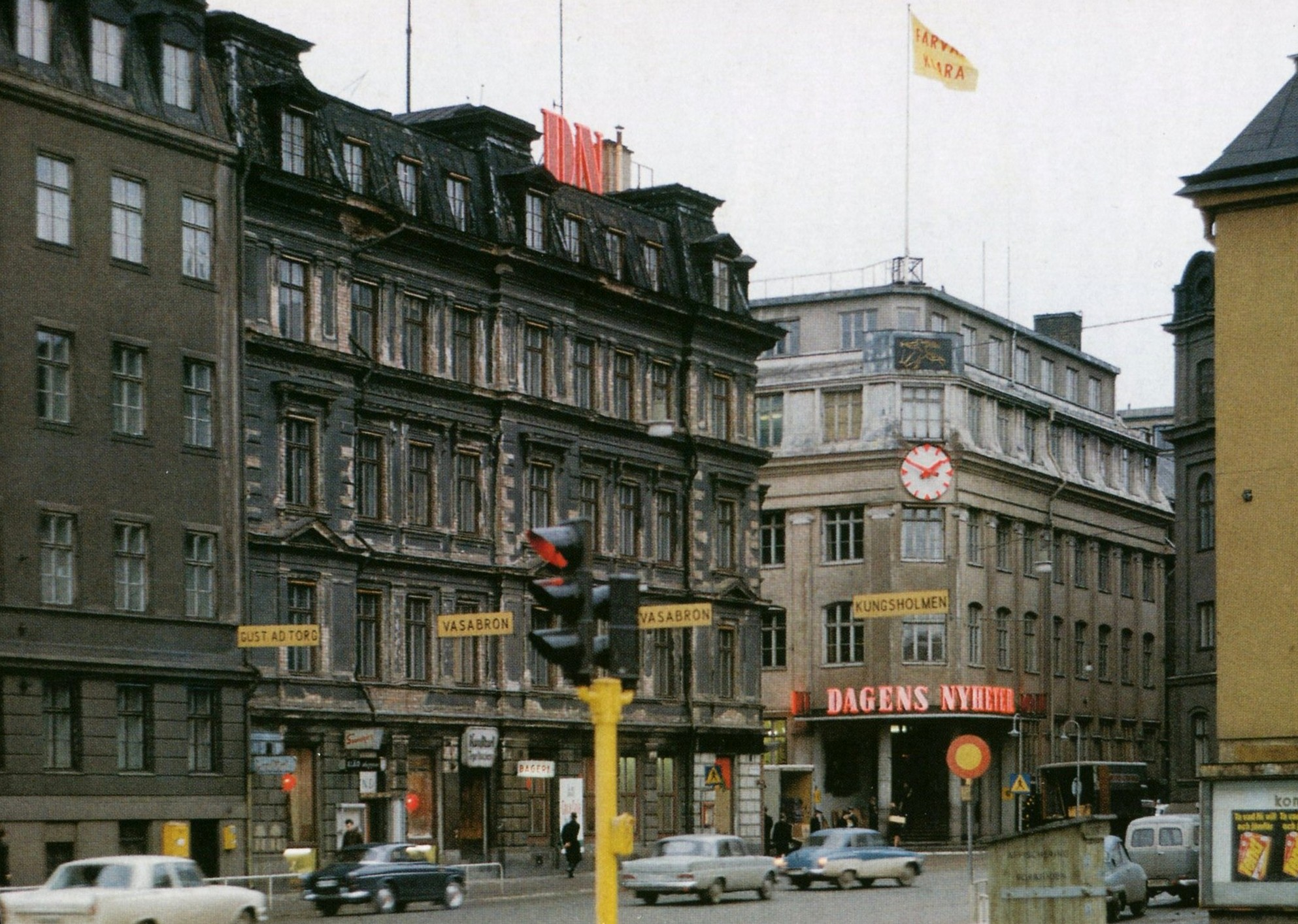
Kv. Snäckan (t.v.) och Sköldpaddan (DN) 1964, sedd från Karduansmakargatan.
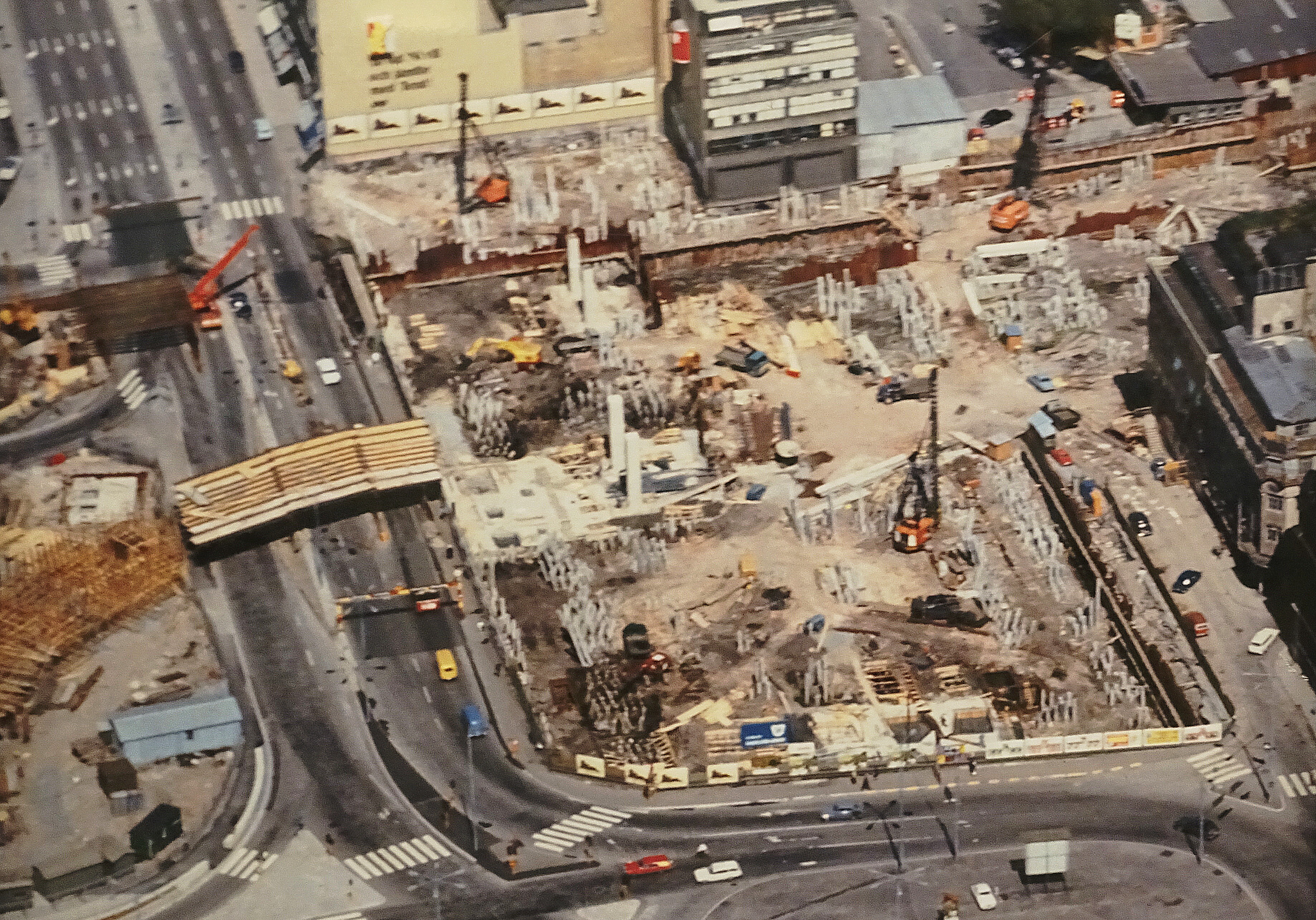
Rivning i kv. Snäckan 1966 eller 1967, Vasagatan till vänster.
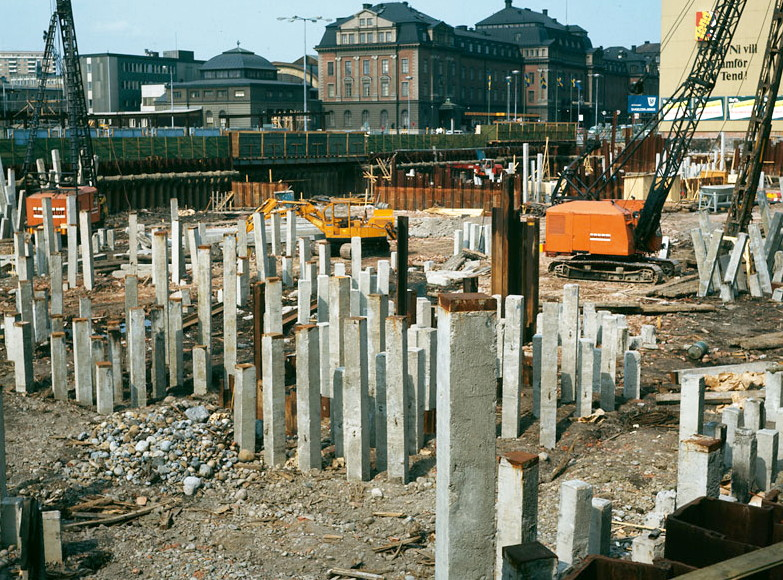
Pålning för Sheraton omkring 1968, Centralstationen syns i bakgrunden.
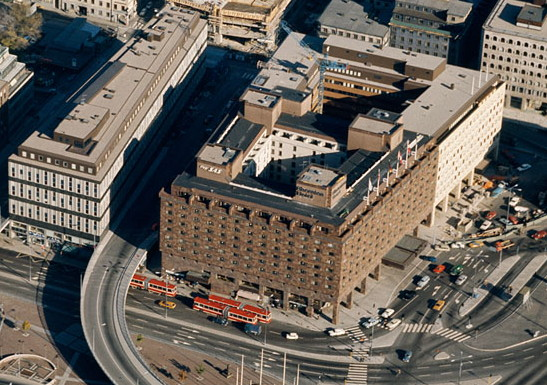
Hela kvarteret efter omdaningen 1973. Hotell Sheraton längst fram.

## Dagens kvarter

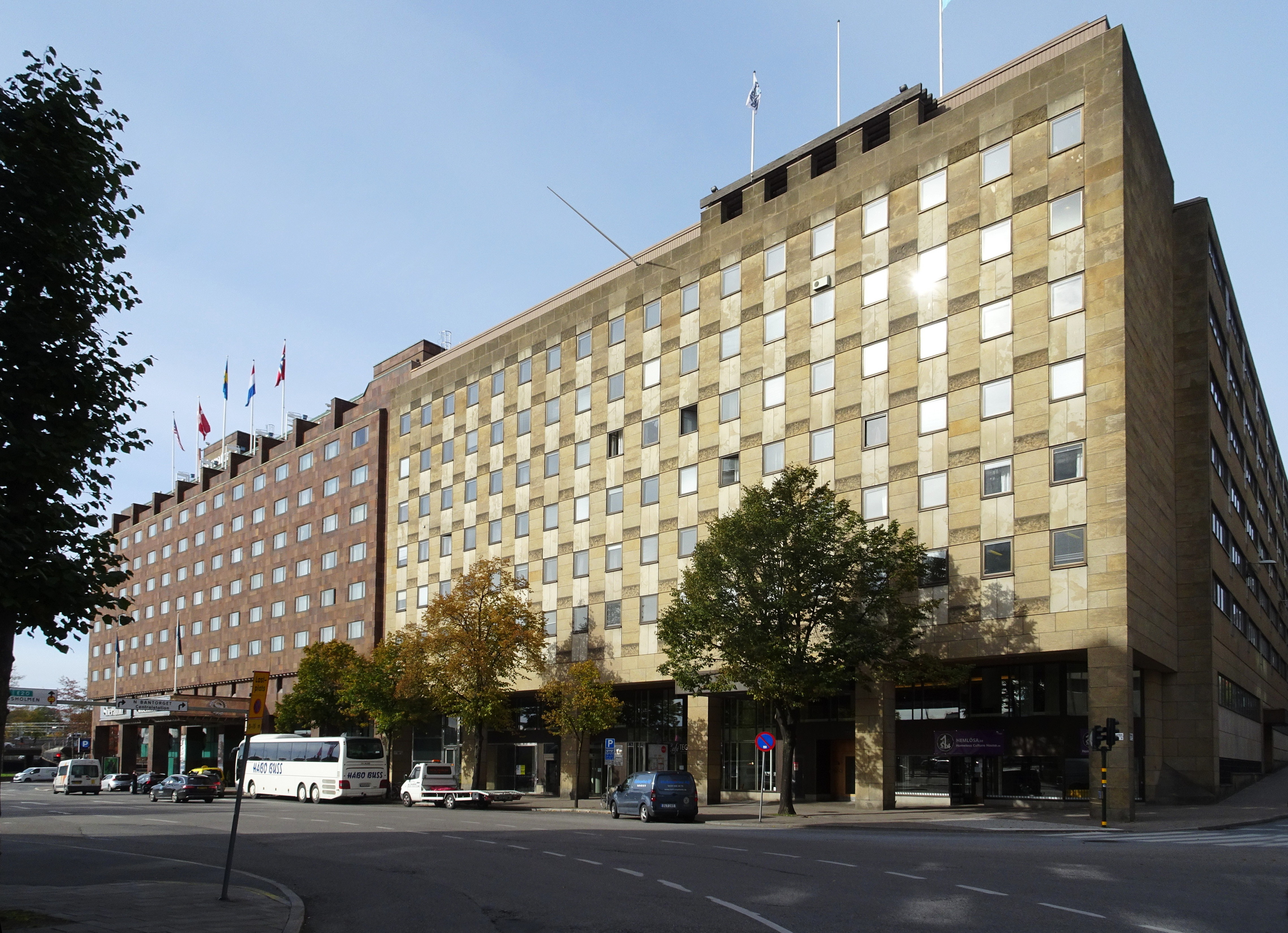
Kvarteret Snäckan 7 (Sheraton) och 8 (KPMG-huset), i oktober 2018.

### Snäckan 7
Hotell Sheraton ritades av AOS Arkitekter och uppfördes 1968-1971. Det var på sin tid det första Sheratonhotellet utanför USA. Hotellet har nio våningar plus takvåning och 465 rum. Sheratonbyggnaden är blåklassad av Stadsmuseet i Stockholm, vilket innebär "att bebyggelsen bedöms ha synnerligen höga kulturhistoriska värden".

### Snäckan 8
KPMG-huset låg granne med Sheraton och uppfördes 1970–1973 efter ritningar av Erik Thelaus arkitektkontor. Thelaus ritade en kontorsbyggnad i sju våningar samt en något indragen takvåning som var samkomponerad med Sheraton. Byggnaden kallades även KPMG-huset efter sin största hyresgäst, revisionsföretaget KPMG. Huset var grönklassat av Stadsmuseet, vilket betyder att bebyggelsen bedömdes vara ”särskilt värdefull från historisk, kulturhistorisk, miljömässig eller konstnärlig synpunkt". Byggnaden revs år 2023 för att ersättas av en ny byggnad med kontor och galleria och med Sveriges Kommuner och Regioner som största hyresgäst.